# Waldemar Zboralski

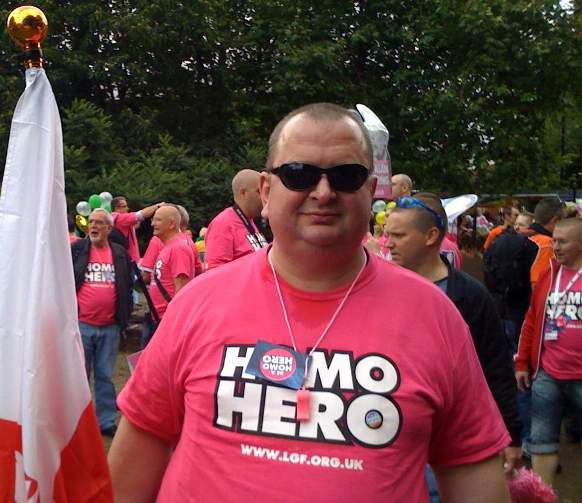
Waldemar Zboralski 2009

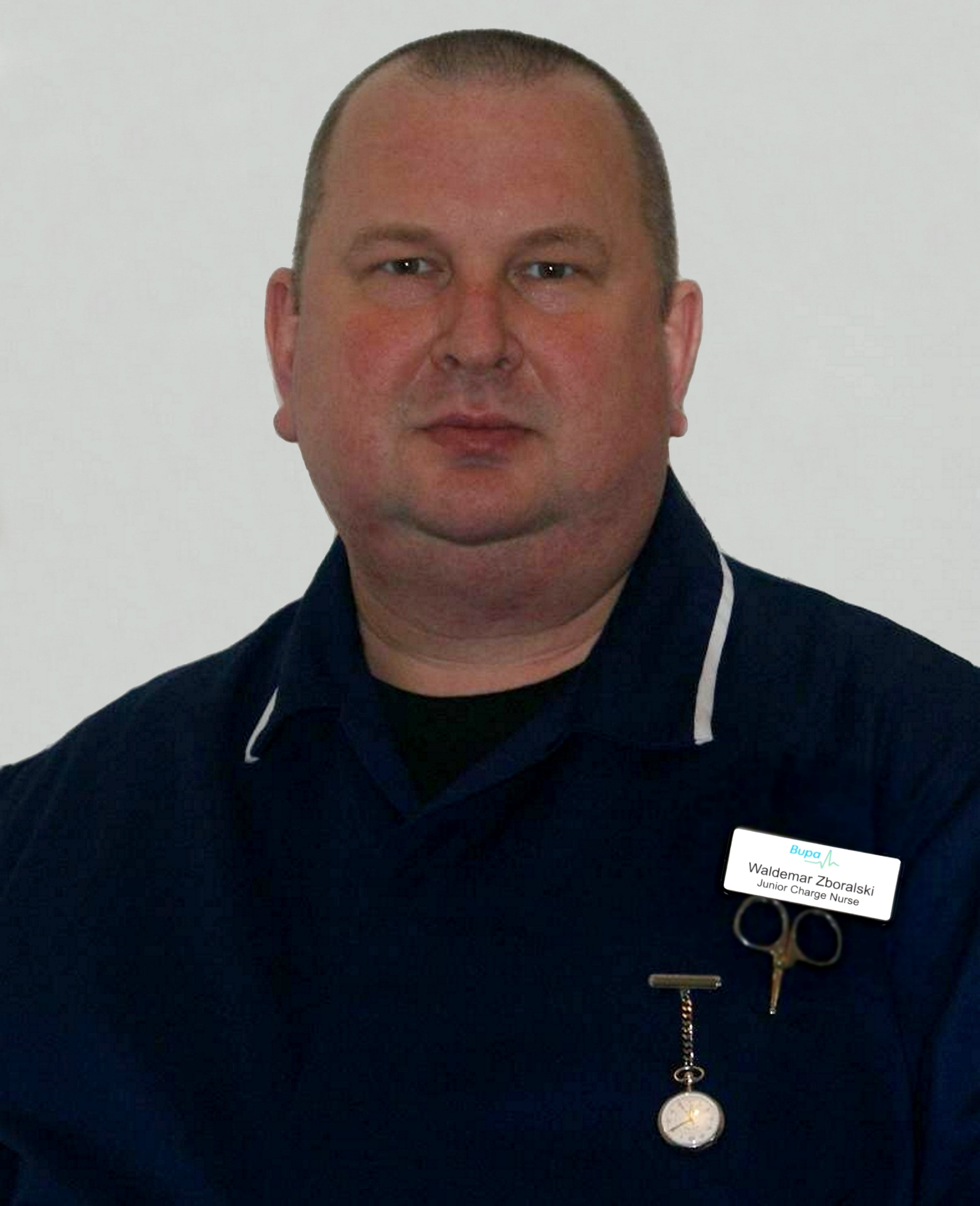
Waldemar Zboralski als englischer Krankenpfleger

Waldemar Zboralski (* 4. Juni 1960 in Nowa Sól) ist ein polnischer LGBT-Veteranaktivist, Journalist und Politiker.

## Leben
Zboralski wurde in Nowa Sól geboren, wo er aufwuchs und das Abitur absolvierte.
Er wurde ein Opfer der Geheimoperation Hyacinth, welche die polnische, kommunistische Polizei am 15. November 1985 startete.
Das Ziel der Operation war, eine nationale Datenbank zu schaffen, um Homosexuelle und Menschen, die irgendeine Art von Kontakten mit ihnen hatten, zu registrieren. Im Jahre 1987 war er Begründer und der erste Vorsitzende der „Warszawski Ruch Homoseksualny“ (Warschauer Bewegung für Homosexuelle Frauen und Männer, oder: Warschauer Homosexuellenbewegung).
Zboralski trat – als erster öffentlich bekannter Schwuler – seit Dezember 1987 in einer dreiteiligen, publizistischen Fernsehsendung des polnischen Fernsehens auf. Zboralski wurde von Radio Freies Europas-Forschungsabteilung  1988 als Mitglied des „Independent Movements in Eastern Europe“ bezeichnet.
Er lebte vom Mai 1988 bis Januar 1990 in Hamburg.
Nach Krzysztof Tomasik, Autor des Buches „Gejerel. Mniejszości seksualne w PRL-u“ („Gayerel. Sexuelle Minderheiten in Polen“), war Zboralski als „homosexueller Wałęsa“ und „die Hauptkraft der Warschauer Homosexuellen Bewegung“ bezeichnet.
Zboralski hat für die Legalisierung von gleichgeschlechtlichen Ehen in Polen geworben, und war er der erste Journalist, der einen Artikel zu diesem Thema in der polnischen Mainstream-Presse veröffentlichte.
Im Jahre 2003 war er das erste Ehrenmitglied der polnischen LGBT-Organisation Kampania Przeciw Homofobii (Kampagne Gegen Homophobie).
Im Jahr 2004 kandidierte er öffentlich als Homosexueller zum Europäischen Parlament. Er repräsentierte die Antiklerikale Partei des Fortschritts „RACJA“ und war ohne Erfolg.
Im Jahre 2005 kandidierte er erfolglos als öffentlicher Homosexueller zum polnischen Parlament Sejm, als Mitglied der Partei Union der Linken.

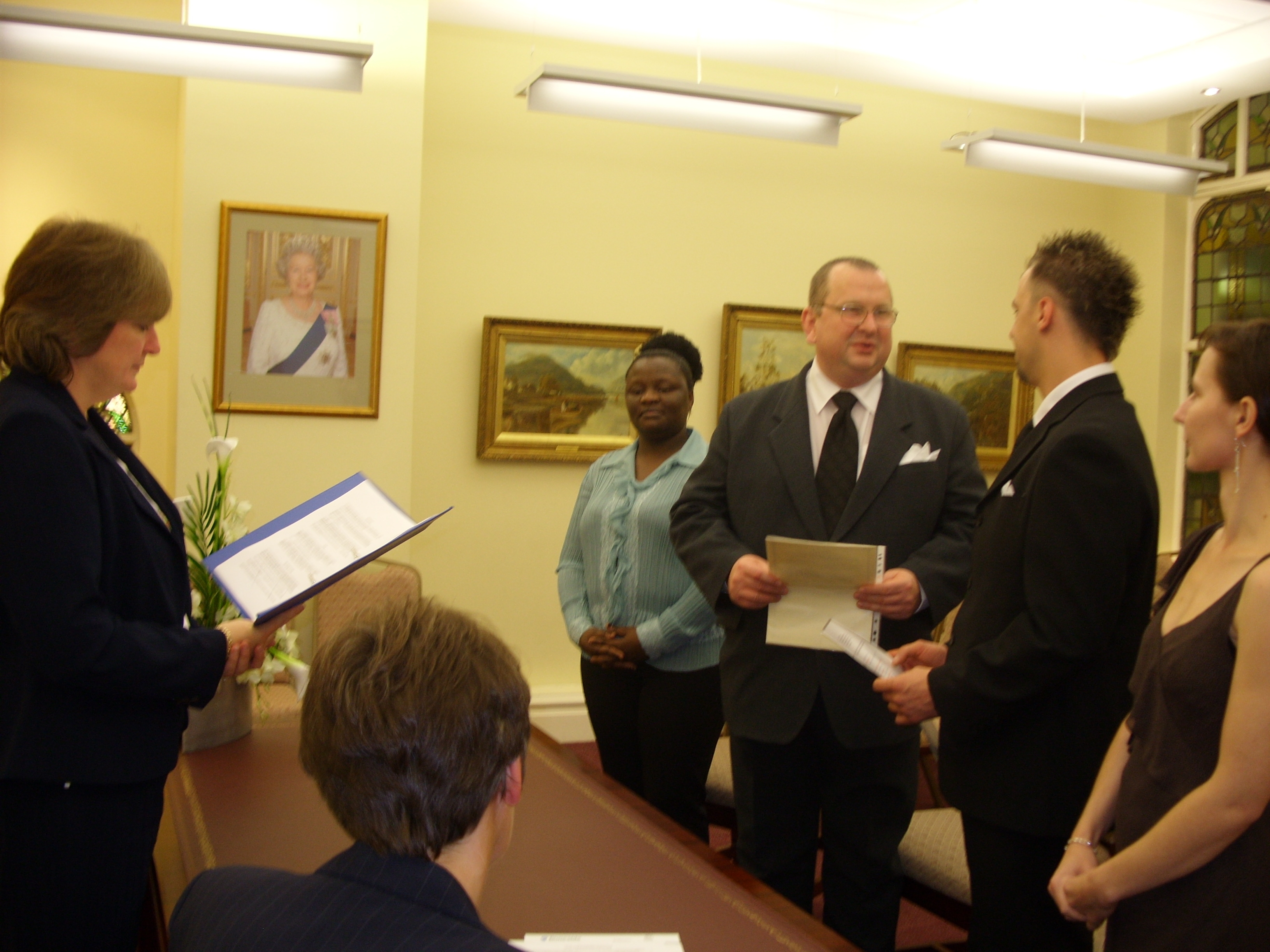
Waldemar Zboralski während der Eingetragene Partnerschaft-Zeremonie im Jahr 2007

2007 emigrierte er aus Polen nach Großbritannien und dort heiratete er am 12. Oktober 2007 seinen Partner Krzysztof Nowak.
Sie waren das erste polnische homosexuelle Paar, welches in England heiratete.
Er lebt in England als britischer Bürger und arbeitet als Krankenpfleger.